# Cosmin Pașcovici
Cosmin Mihai Pașcovici (n. 12 aprilie 1978, Suceava) este un fotbalist retras român care a evoluat ultima dată la echipa de club Farul Constanța. El a mai jucat la UTA Arad și Dinamo București.